# Benjamin Schüßler
Benjamin Schüßler (* 4. Mai 1981 in Magdeburg) ist ein ehemaliger  deutscher Fußballspieler, der zuletzt von Juli 2013 bis August 2016 für die SV Hönnepel-Niedermörmter in der Oberliga Niederrhein spielte.

## Karriere
Schüßlers Karriere begann in der Jugend des 1. FC Magdeburg. Hier durchlief er alle Nachwuchsmannschaften. Seine größten Erfolge in dieser Zeit waren das Erreichen des Halbfinales um die Deutsche B-Jugend-Meisterschaft 1998 sowie der Gewinn des DFB-Jugend-Kicker-Pokal 1998/99. Beim 6:1-Finalsieg der Magdeburger über den 1. FC Saarbrücken erzielte Schüßler drei Treffer. Obwohl noch für die A-Jugend spielberechtigt, kam er in der Rückrunde der Regionalliga 1999/2000 zu seinem ersten Einsatz in der ersten Männermannschaft des FCM und wurde sofortiger Stammspieler. Bald wurde er vom DFB für die deutsche U21-Nationalmannschaft entdeckt. Nach dem Scheitern der Magdeburger in der Qualifikation für die neue zweigleisige Regionalliga wurde das Nachwuchstalent im Jahr 2000 für eine Ablösesumme von umgerechnet 100.000 € vom Bundesligisten Borussia Mönchengladbach gekauft. Die Hoffnungen des Vereins konnte Schüßler jedoch wegen einiger Verletzungen nicht erfüllen. Nach zweieinhalb Jahren in der Oberliga-Reserve des Bundesligisten, in denen er den Durchbruch zu einem Einsatz bei den Profis nicht geschafft hatte, wechselte er zu Beginn der Rückrunde (Saison 02/03) zum Regionalligisten VfL Osnabrück. Dort schaffte er den Aufstieg in die 2. Bundesliga im Jahr 2003, jedoch musste er auch den direkten Wiederabstieg im darauf folgenden Jahr mit dem Verein in die Regionalliga erleben.
Zur Saison 2004/05 wechselte Schüßler gemeinsam mit seinem Mannschaftskollegen Guido Spork innerhalb der Regionalliga Nord zum SC Paderborn 07. Zwar konnte er sich hier nicht auf Anhieb einen Stammplatz bei Trainer Pavel Dotchev sichern, er stieg aber mit dem SCP nach nur einer Saison in die 2. Liga auf. Dort überzeugte Schüßler jedoch im folgenden Jahr den neuen Trainer Jos Luhukay und schaffte mit dem Team den Klassenerhalt 2006 als bester Aufsteiger. In der Saison 2007/08 stieg er mit Paderborn als Tabellensiebzehnter ab, daraufhin wechselte er zum Zweitligaaufsteiger Rot-Weiß Oberhausen, wo er die Rückennummer 27 erhielt.
Am 21. Januar 2010 wechselte Benjamin Schüßler zum Drittligisten Holstein Kiel und unterschrieb dort einen Vertrag bis Sommer 2011. Nach nur vier Einsätzen in der 3. Liga riss er sich das Kreuzband. Den Abstieg der Kieler konnte er somit nicht mehr verhindern. Bis zum Ende der Regionalligasaison 2010/11 gehörte er aber weiterhin zum Kader der Störche. Nach einer vereinslosen Saison unterschrieb er 2012 einen Vertrag bei der SSVg. Velbert und wechselte zur darauffolgenden Spielzeit 2013/14 zum Niederrheinligisten SV Hönnepel-Niedermörmter. Mit dem SV Hönnepel-Niedermörmter wurde er 2014 Meister der Oberliga, der Verein verzichtete jedoch auf den Aufstieg. Zwei Jahre später wurde Schüßler zum Co-Trainer der U 23 seines früheren Vereins Rot-Weiß Oberhausen befördert, nachdem er dort bereits Fitness- und Athletiktrainer war.